# Reuterbrücke
Die Reuterbrücke ist eine Straßenbrücke im Süden Bonns.

## Geschichte
Die ursprüngliche, zweispurige Reuterbrücke wurde unter Stadtbaurat Engelbert von 1935 bis 1936 erbaut – die Verkehrsfreigabe erfolgte am 1. Mai 1936. Sie galt als eines der Vorzeigeprojekte des Nationalsozialismus in Bonn und sollte dem stark angestiegenen Verkehr einen schienenfreien Bahnübergang im Süden der Stadt ermöglichen. Ein Neubau der Reuterbrücke als Beton-Balkenbrücke mit zwei jeweils zweispurigen Brückenbögen wurde 1962 begonnen und am 5. Mai 1964 für den Verkehr freigegeben.

## Beschreibung
Die Reuterbrücke markiert am Bundeskanzlerplatz die Grenze zwischen Bonner Südstadt und Kessenich. Sie überquert die linksrheinische Bahnstrecke Köln–Koblenz, die Oskar-Walzel-Straße und die Kaiserstraße und verbindet die Reuterstraße mit der Adenauerallee/Willy-Brandt-Allee. Über die Reuterbrücke führt die Reuterstraße, die am Bundeskanzlerplatz in die Bundesstraße 9 mündet und diese mit der Bundesautobahn 565 verbindet. Unter der Brücke befindet sich im Osten ein Parkplatz.
Die zweispurigen Richtungsfahrbahnen werden jeweils über getrennte, eigene Brückenelemente geführt.
In unmittelbarer Umgebung der Brücke lag das Bonn-Center (im März 2017 gesprengt). Hier wurde nun das Stadtquartier Neuer Kanzlerplatz erbaut. Südlich der Brücke befand sich das einstige Autohaus Reuterbrücke, das nach dem Konkurs des Betreibers im Jahr 2011 im März 2015 abgebrochen wurde und auf dessen Gelände bis 2017 eine Wohnanlage entstanden ist.